# Pentecostés (Tiziano)
Pentecostés (en italiano: Discesa dello Spirito Santo) es un cuadro realizado por el pintor Tiziano Vecellio. Mide 570 cm de alto y 260 cm de ancho, y está pintado al óleo sobre lienzo. Data de 1546 y se encuentra en la basílica de Santa Maria della Salute, en Venecia.

## Historia

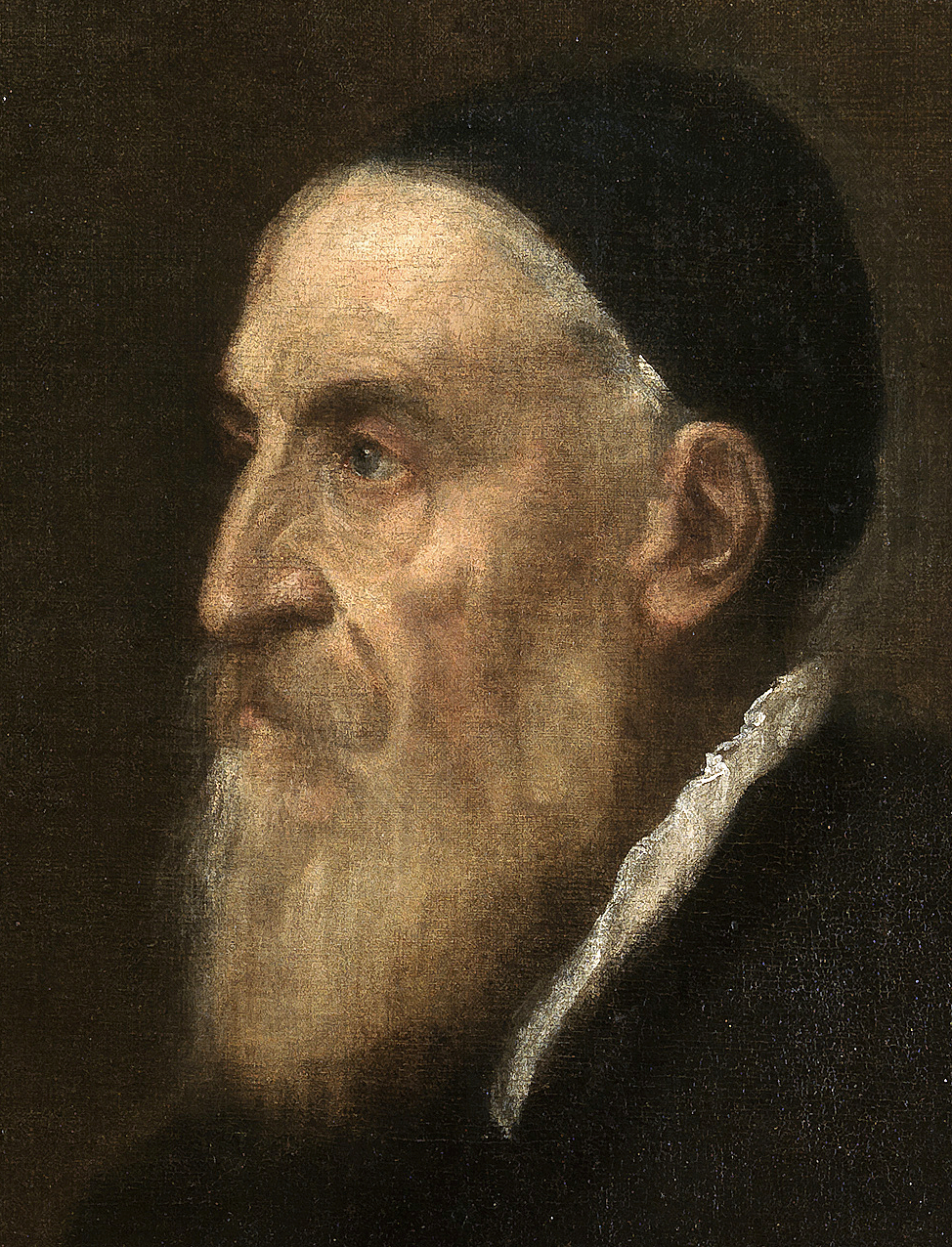
Tiziano Vecellio

Tiziano fue uno de los mejores exponentes de la Escuela veneciana renacentista de pintura. Fue discípulo de Giorgione, con quien colaboró en la decoración del Fondaco dei Tedeschi. Desde joven mostró algunas de sus principales características: uso de marcadas perspectivas espaciales, composición enérgica, intenso cromatismo, evocación lírica de los temas, narración dinámica, profundización psicológica de los personajes —con cierta tendencia al dramatismo—, visión naturalista del paisaje y realismo del detalle. Más tarde, por influencia de Miguel Ángel y Rafael, mostró tendencia hacia el monumentalismo, con el que pudo desarrollar su temperamento dramático y grandilocuente. Destacó especialmente en los retratos —fue el principal retratista de Carlos I de España—, representados generalmente de media figura con las manos visibles, siempre con pequeñas variantes para crear retratos únicos. En los años 1540 fue evolucionando hacia el manierismo y empezó a basar sus composiciones más en el dibujo que en el color, con tendencia al claroscuro y al uso del escorzo en las composiciones, interesándose cada vez más por los efectos lumínicos y el esfumado de los contornos.
Esta obra se encuentra en la basílica de Santa Maria della Salute, una iglesia de estilo barroco construida entre 1631-1687 según un diseño de Baldassare Longhena. Se halla en el retablo del altar del Descenso del Espíritu Santo, que contiene también el relicario de san Crescencio de Roma, así como unas esculturas de ángeles de Michele Fabris. Hay otras cinco obras de Tiziano en la basílica veneciana: Muerte de Abel, Sacrificio de Abraham, David y Goliat, San Marcos entronizado, con los santos Cosme y Damián, Roque y Sebastián y Las bodas de Caná. Todas ellas se encontraban originalmente en el convento de Santo Spirito in Isola, el cual fue secularizado en 1656, tras lo que pasaron a Santa Maria della Salute.
El artista realizó esta obra para el retablo del altar mayor de la iglesia del convento, una primera versión del cual tenía preparada en 1541. Sin embargo, esta versión se deterioró rápidamente, por lo que los monjes no pagaron sus honorarios al pintor. El pleito se llevó a un tribunal eclesiástico, en el que Tiziano solicitó la ayuda del cardenal Alejandro Farnesio, uno de sus mecenas; finalmente, el tribunal sentenció en 1545 la repetición del cuadro por parte del artista. Según otras versiones, el problema con la primera versión no fue de calidad, sino de controversias doctrinales por la representación del fuego simbolizando a Dios Padre. Aunque la obra suele datarse en 1545 o 1546, algunos expertos la retrasan a 1555 (Fogolari, 1935; Pallucchini, 1953).
La obra no está firmada ni fechada. Es bastante probable que Tiziano la realizara con la ayuda de colaboradores: los dos apóstoles de primer plano son claramente de factura distinta a la suya.

## Descripción

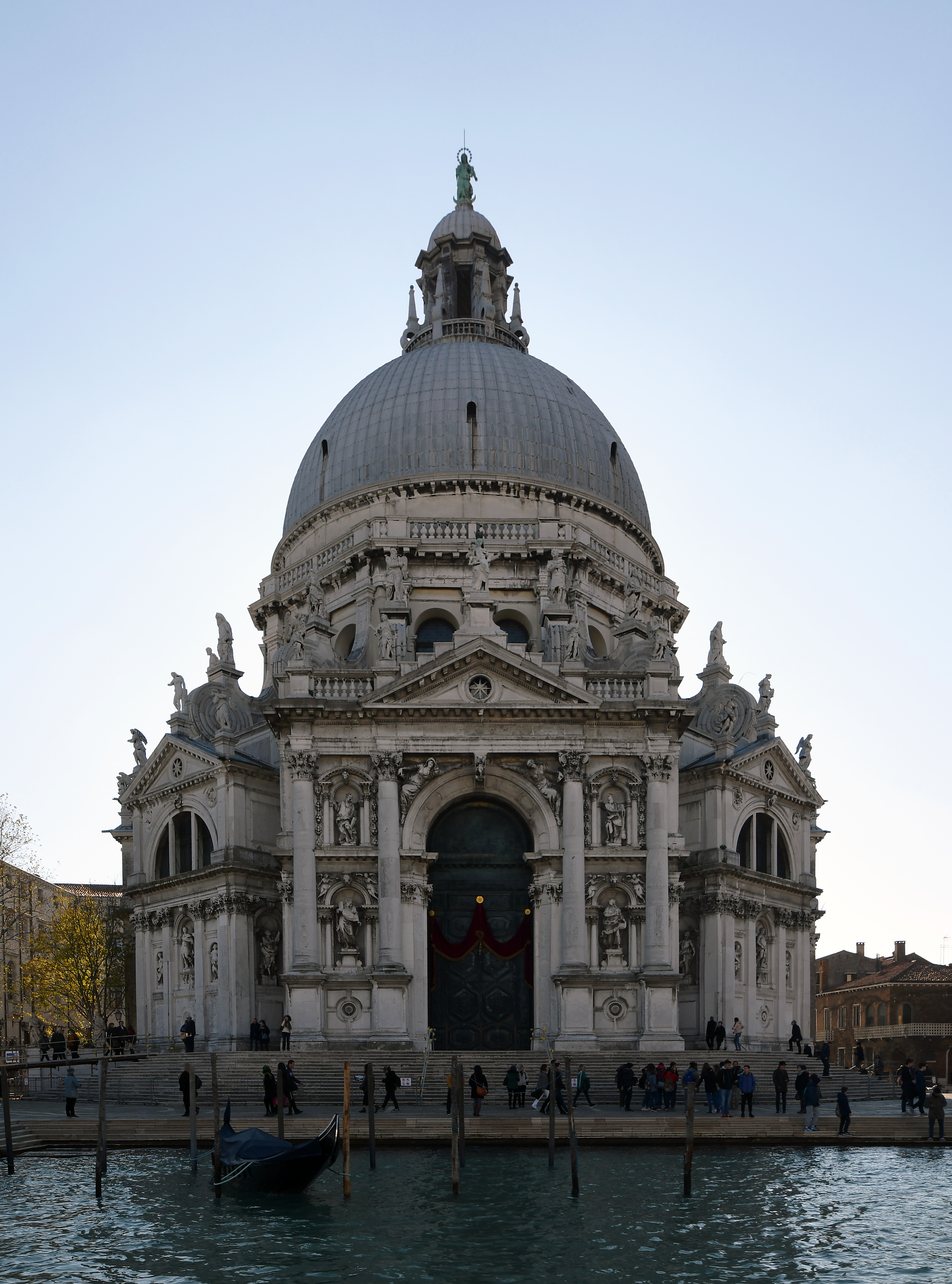
Basílica de Santa Maria della Salute, Venecia

La imagen presenta la venida del Espíritu Santo sobre la Virgen María y los apóstoles. Bajo una bóveda de medio cañón con casetones, tras la que se abre un ventanal que recuerda a los de las termas romanas, aparece la paloma que simboliza el Espíritu Santo, de la que parten unos rayos de luz que se esparcen sobre las figuras congregadas en el salón: en el centro, la Virgen, con las manos unidas en señal de plegaria y mirando hacia arriba, rodeada de los apóstoles —seis a cada lado— y, a su espalda, dos mujeres que probablemente sean dos de las denominadas Tres Marías (María Magdalena, María Salomé y María de Cleofás). Sobre las cabezas de los personajes aparecen unas lenguas de fuego. La composición es piramidal, con base en los personajes y el vértice en la paloma.
El Pentecostés es una escena del Nuevo Testamento narrada en los Hechos de los Apóstoles, en la que el Espíritu Santo desciende sobre la Virgen, los apóstoles y varios personajes más indeterminados: «cuando llegó el día de Pentecostés, estaban todos unánimes juntos. Y de repente vino del cielo un estruendo como de un viento recio que soplaba, el cual llenó toda la casa donde estaban sentados; y se les aparecieron lenguas repartidas, como de fuego, asentándose sobre cada uno de ellos. Y fueron todos llenos del Espíritu Santo, y comenzaron a hablar en otras lenguas, según el Espíritu les daba que hablasen» (Hechos, 2, 1-5).
Tiziano fue un virtuoso en la recreación de atmósferas vibrantes con sutiles matices de luz logrados con infinitas variaciones conseguidas tras un estudio minucioso de la realidad y un hábil manejo de los pinceles que demostraba una gran maestría técnica. En Pentecostés, los rayos de luz que acaban en lenguas de fuego representan unos sorprendentes efectos lumínicos que resultaron innovadores para su época.
Esta obra fue realizada después de la segunda estancia romana de Tiziano (1545-1546), lo que se denota por el telón de fondo arquitectónico de la imagen, inspirado claramente en la obra de Bramante para San Pedro del Vaticano. Por otro lado, los escorzos en el movimiento de las figuras y el intenso cromatismo señalan al incipiente manierismo que comenzaba a adueñarse del arte italiano tras el clasicismo renacentista, con una clara influencia de la obra de Miguel Ángel.